# 戴凯之
戴凯之（?—?），字庆预，武昌（今湖北省鄂州市）人，南北朝刘宋植物学家。官居南康（今江西省赣州市）相，所有著《竹谱》。《竹谱》以韵文为纲，用散文逐条解释竹子的类别特性。他指出竹“既刚且柔，非草非木”，全书记述了六十一种竹类植物，是中国最早的一部竹类植物专著。